# Paepalanthus gibbosus
Paepalanthus gibbosus är en gräsväxtart som beskrevs av Silveira. Paepalanthus gibbosus ingår i släktet Paepalanthus och familjen Eriocaulaceae. Inga underarter finns listade i Catalogue of Life.